# グルーポ・ビンボ
グルーポ・ビンボ（スペイン語: Grupo Bimbo, S.A.B. de C.V.）は、メキシコの食品会社である。ボルサ指数構成銘柄。パンの販売金額では、山崎製パンを上回り、世界一である。
企業スローガンは、Alimentamos un mundo mejor(We feed a better world)。

## 概要
スペインのカタルーニャ地方からの移民の子孫であるロレンソ・セルビッツェらにより、メキシコ初の食パンを工場生産する会社として1944年にメキシコシティで設立された。メキシコ人の食生活の変化にともなって伝統的なトルティーヤにかわってパンの需要が拡大したことに乗ってメキシコ各地に進出して順調に発展を続け、パン以外にスナック菓子やキャンディー・チョコレートの生産も行うようになり、1988年には菓子パン製造の専門子会社が設立された。1990年代からは中南米諸国やアメリカ合衆国に進出した。
2002年にはジョージ・ウェストン社 (George Weston Limited) のアメリカ合衆国西部での製パン事業を買収し、2009年にはアメリカ合衆国全体の事業を買収した。2011年にはサラ・リー (Sara Lee Corporation) の北アメリカでの製パン事業を買収した。2014年にはカナダ・ブレッド社 (Canada Bread) を買収した。
2006年にはスペインのパンリコ社の中国法人を買収し、中国へ進出した（宾堡集团）。
2011年以来メジャーリーグサッカーのフィラデルフィア・ユニオンのスポンサーである。メキシコのクルブ・アメリカ、CFモンテレイ、CDグアダラハラ、およびコスタリカのデポルティーボ・サプリサなどのスポンサーでもある。
「ビンボ」という名称はスペイン語ではとくに意味がなく、イタリア語のバンビーノ（男の子）に由来するとも、ゲーム名の「ビンゴ」と映画の『バンビ』に由来するともいうが、英語で「肉体的には魅力があるが頭の悪い女」を意味するため、英語圏でこの名前を使うことは問題になっている。
創業から間もない1945年以来使われているマスコットのクマでよく知られる。しかしながら、メキシコでは食品表示の規格の改訂によって包装にキャラクターが表示できなくなり、知的財産権の侵害が指摘されている。